# 563318 ten Kate
563318 ten Kate è un asteroide della fascia principale. Scoperto nel 2014, presenta un'orbita caratterizzata da un semiasse maggiore pari a 2,7643605 au e da un'eccentricità di 0,0729223, inclinata di 5,11927° rispetto all'eclittica.